# Great Western Railway
A Great Western Railway (GWR) egy brit vasúttársaság, az úgynevezett Big Four (Négy Nagy) egyik tagja volt. A négy nagyból a GWR volt az egyetlen, amely már az 1921-es vasúti törvény előtt is létezett.
A társaság híres volt biztonságáról, anyagi stabilitásáról és fokozatos, de folyamatos technikai fejlődéséről. A GWR számos területen úttörőnek számított: elsőként épített például elektromos távíróvezetéket vonalai mellé és először használt dízel motorkocsikat a szárnyvonalakon Nagy-Britanniában. A társaság nevéhez fűződik az első resti megnyitása is.
Az államosításkor a GWR irányítása alá több mint kilencezer mérföld vasútvonal tartozott, tulajdonában pedig 3.857 gőzmozdony és 85 ezernél is több különböző vasúti kocsi volt.

## 1835-1892
Az 1830-as évek elején több változás is azzal fenyegette Bristolt, hogy elveszti a kereskedelemben betöltött vezető pozícióját. A hajók méretének növekedése és az Avon folyó fokozatos eliszaposodása miatt félő volt, hogy Liverpool Bristol helyébe lép. Növelte a helyi kereskedők aggodalmát a Liverpool és London közötti vasúti kapcsolat is. A bristoli üzletemberek ezért úgy döntöttek, hogy megépítik saját vasútvonalukat, amelyen a tengeren érkező árut a fővárosban szállítják majd.

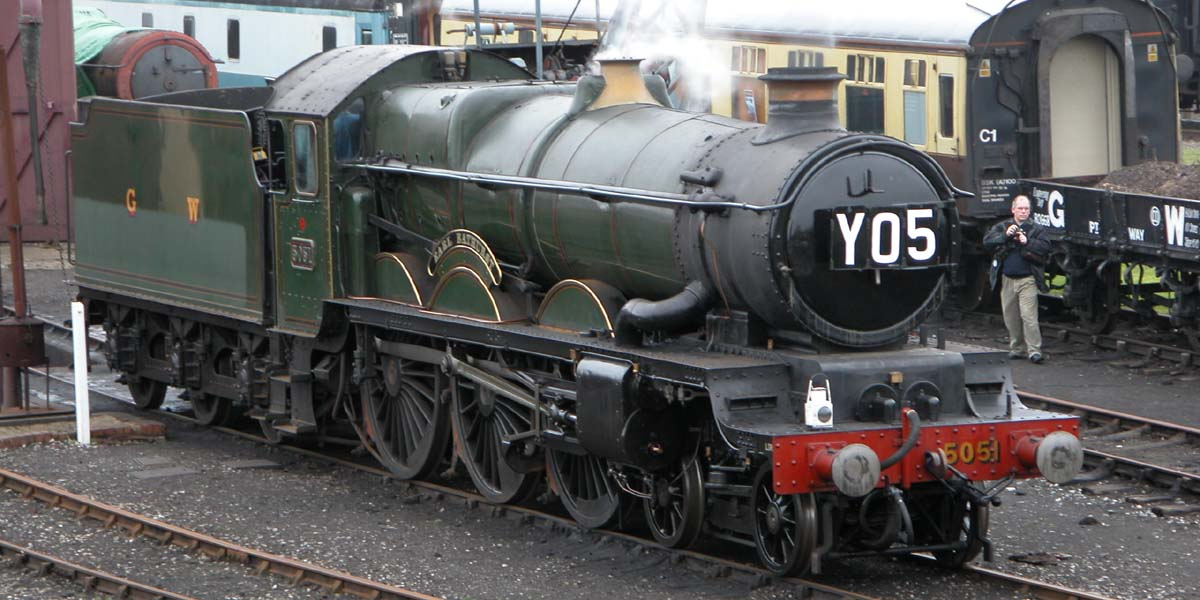
A Castle típusú, ma is működő Earl Bathurst mozdony

A Great Western Railway vasúttársaságot 1833-ban alapították meg. Főmérnöknek a mindössze 27 éves Isambard Kingdom Brunelt nevezték ki. A Bristol-London vonal megépítéséhez 1835. augusztus 1-jén járult hozzá a parlament, de a munkálatok előkészületei addigra már megkezdődtek. Brunel a nagyobb sebesség és nagyobb komfort miatt széles nyomtávú (2,14 méter) pályát választott a szokásos méretű (1,43 méter) helyett. Ez a döntése később komoly nehézségeket okozott a vasúttársaságnak.
Az építkezés két irányból kezdődött meg 1836-ban: Bristol és Bath, illetve Reading és London között. Az első szakaszt, Paddington és Maidenhead között 1838 májusában nyitották meg. A Bristol és London közötti vonal - a korabeli elnevezéssel Brunel biliárdasztala - építését 1841-ben fejezték be. A munkálatok 6,5 millió fontot emésztettek fel.
A GWR a két nagyváros között nagyjából félúton fekvő Swindont választotta csomópontnak, ahonnan a vonal elágazott Gloucesterbe. Ezen az állomáson nyílt meg a világ első restije. A cég mozdonyüzemét is Swindonban építették fel. A gyár irányításával Robert Stephenson volt munkatársát, Daniel Gooch-ot bízták meg. Feladatát így határozták meg: készítsen olyan mozdonyt, amely minden addigit felülmúl. Ennek eredményeként született meg a The Great Western, amely óránkénti 67 mérföldes átlagsebességre volt képes.
1844-re a Great Western Railway megnyitotta a Bristol és Exeter közötti, illetve a Gloucesterbe vezető vonalat. Ez utóbbiban találkozott a GWR széles nyomtávú vonala a várost Birminghammel összekötő standard nyomtávúval. Ez azt jelentette, hogy az utasoknak át kellett szállniuk egy másik szerelvényre, az árut pedig át kellett rakodni. Ráadásul a GWR-szerelvények nem tudták használni a londoni Euston pályaudvart, ezért a társaság kénytelen volt megépíteni a Paddington állomást, amelynek munkálatai csak 1854-ben fejeződtek be. A társaság 1848-ra 250 mérföld hosszú hálózattal rendelkezett, amely az 1860-as évek közepére 1200 mérföldnyire növekedett Anglia nyugati területein és Walesben.
A társaság 1878-ban, hogy enyhítse a szénkereskedő cégek "zsarolási potenciálját", önálló bányaművelésbe kezdett a walesi Blaenavonban, ahonnan olcsó szénnel látta el mozdonyait.
1885-re, a társaság megalakulásának ötvenedik évfordulójára, a Great Western Railway tőkje 2,5 millióról 90 millióra emelkedett. A cég Nyugat-Angliát és Walest 2300 mérföldnyi sínrendszerrel hálózta be. Rendelkezésére állt 1600 mozdony és 48 ezer más jármű. Egy évvel később a társaság megnyitotta a Severn folyó tölcsértorkolata alatt futó, több mint négy mérföld hosszú alagútját, amely egy órával lerövidítette az utazási időt a walesi főváros, Cardiff, illetve London és Bristol között. 1892. május 23-án felszedték az utolsó széles nyomtávú sínt is, és ezzel a GWR is áttért a standard méretre.

## 1892-1948

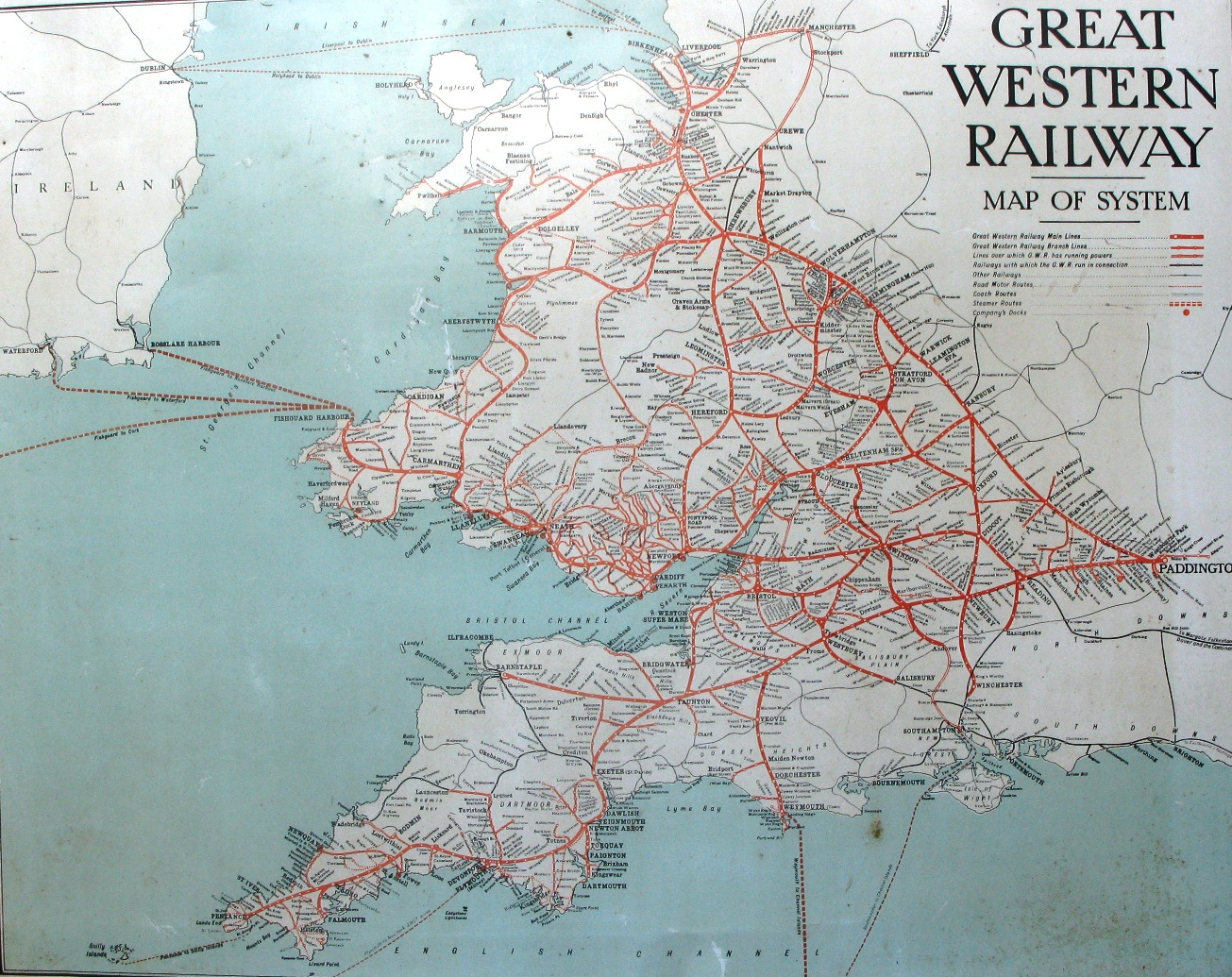
A Great Western Railway hálózata az 1930-as években

A Great Western Railway mindig is híres volt vállalkozókedvéről és az újdonságok iránti fogékonyságáról. 1903 augusztusában a GWR megindította első motorvonat-szolgáltatását Helston és Lizard között, illetve Milnes-Daimler buszokat vásárolt az utasok közúti fuvarozására. A hegyek között a kalauz kénytelen volt egy faékkel a busz hátsó kereke mellett menni, hogy beavatkozhasson, ha a jármű visszacsúszik az emelkedőn. A buszok népszerűek voltak, és két év alatt nagyjából egymillió embert szállítottak.
Az első világháború idején a többi vasúttársasággal együtt a Great Western Railway is kormányzati felügyelet alá került. A társaság infrastruktúrájának túlnyomó többségét szénszállításra vették igénybe. 1921-ben megszületett a vasúti törvény, amely 1923. január 1-jén lépett hatályba. Ez négy nagy társaságba (Big Four) fogta össze a mintegy 120 vasúttársaságot. A Big Four egyik tagja a Great Western Railways lett. A társaság a hozzá csatolt kisebb vállalkozások révén 560 mérföldnyi vonallal, 18 ezer alkalmazottal és 700 mozdonnyal gyarapodott.
A háború utáni években a GWR-nek is nagy gondot okoztak a walesi szénmezőkön végigsöprő sztrájkhullámok, majd az 1930-as évek gazdasági válsága. A szén árának folyamatos növekedése miatt a társaság felismerte a dízelmotorral hajtott vonatokban rejlő lehetőséget, és 1934-től már motorvonattal kötötte össze Birminghamet és Cardiffot.
A második világháború alatt a GWR vonatai elsősorban nem a szénszállításban, hanem a biztonságosabb nyugati országrészbe evakuáltak szállításában jeleskedtek. A háború után életbe lépett szállítási törvény értelmében 1948. január 1-jén a Great Western Railway a többi vasúttársasággal egyetemben állami tulajdonba került.

## Az államosítás
Mivel a Great Western Railway nemcsak a vasúti közlekedésbe fektetett be, az államosításkor komoly vagyonnal rendelkezett. Mások mellett kikötői, hoteljai, buszai voltak, foglalkozott közúti fuvarozással és vízi szállítással, Walesben pedig számos keskeny nyomtávú vasutat üzemeltetett. Az alábbi táblázat az 1947 végén fennálló állapotokat rögzíti.
| Vagyontárgy        | Mennyiség        |
| ------------------ | ---------------- |
| Tőke               | 167 959 878 font |
| Vasútvonal         | 9 244 mérföld    |
| Gőzmozdony         | 3 857 db         |
| Dízelmozdony       | 37 db            |
| Személykocsi       | 8 368 db         |
| Tehervagon         | 87 403 db        |
| Autó és teherkocsi | 2 682 db         |
| Csatorna           | 208 mérföldnyi   |
| Kikötő             | 16 db            |
| Gőzhajó            | 9 db             |
| Hotel              | 5 db             |
| Épületek           | 3 831 db         |
| Alkalmazottak      | 113 601 fő       |

## Expresszek

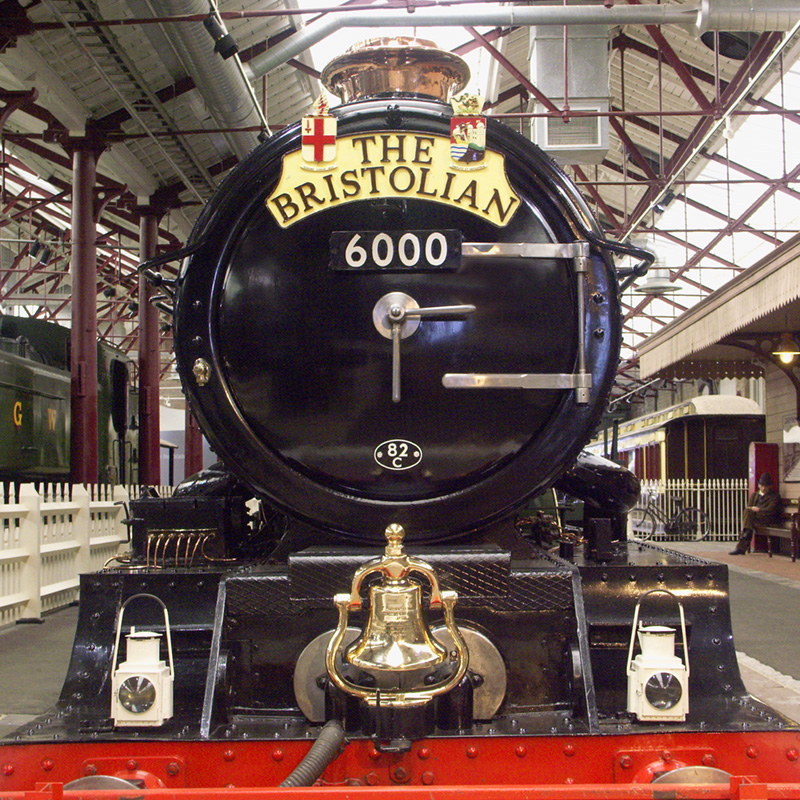
A King George V. a swindoni vasútmúzeumban

A Great Western Railway több olyan utasszállító vonatot is üzemeltetett, amelyek külön nevet kaptak. Ezeket általában King, illetve Castle típusú mozdonyok húzták.
- The Bristolian - 1935-ben indított gyorsvonat, amely megállás nélkül tette meg a London - Bristol útvonalat. A hét kocsiból álló szerelvényt először a King osztályú, 6000-es pályaszámú King George V. gőzmozdony húzta.
- Cambrian Coast Express - 1927-ben indított járat, amely Londont kötötte össze Shrewsburyn keresztül Aberystwyth városával. Általában Castle osztályú mozdonyok húzták Wolverhamptonig, ahol a súlykorlátozás miatt kisebb gépet fogtak a szerelvény elé.
- Cheltenham Flyer - Ez a vonat először 1923-ban indult Londonból Cheltenhambe. A 77,3 mérföldes utat 75 perc alatt tette meg, emiatt éveken át a világ leggyorsabb járatának tekintették. Először Saint, később Castle osztályú mozdonyok húzták.
- Cornish Riviera Express - 1904-től szállított utasokat az expressz London és a cornwalli Penzance között. A vonat 245,6 mérföldet tett meg nagyjából hét óra alatt a nyugat-angliai partvidéken, érintve Plymouth-t. A szerelvényeket King és Class típusú mozdonyok vontatták.
- Torbay Express - A népszerű vonat Londont kötötte össze a névadó Torbay-jel. Az út három óráig tartott egy ötperces exeteri megállóval.[8]